# Mycohétérotrophie

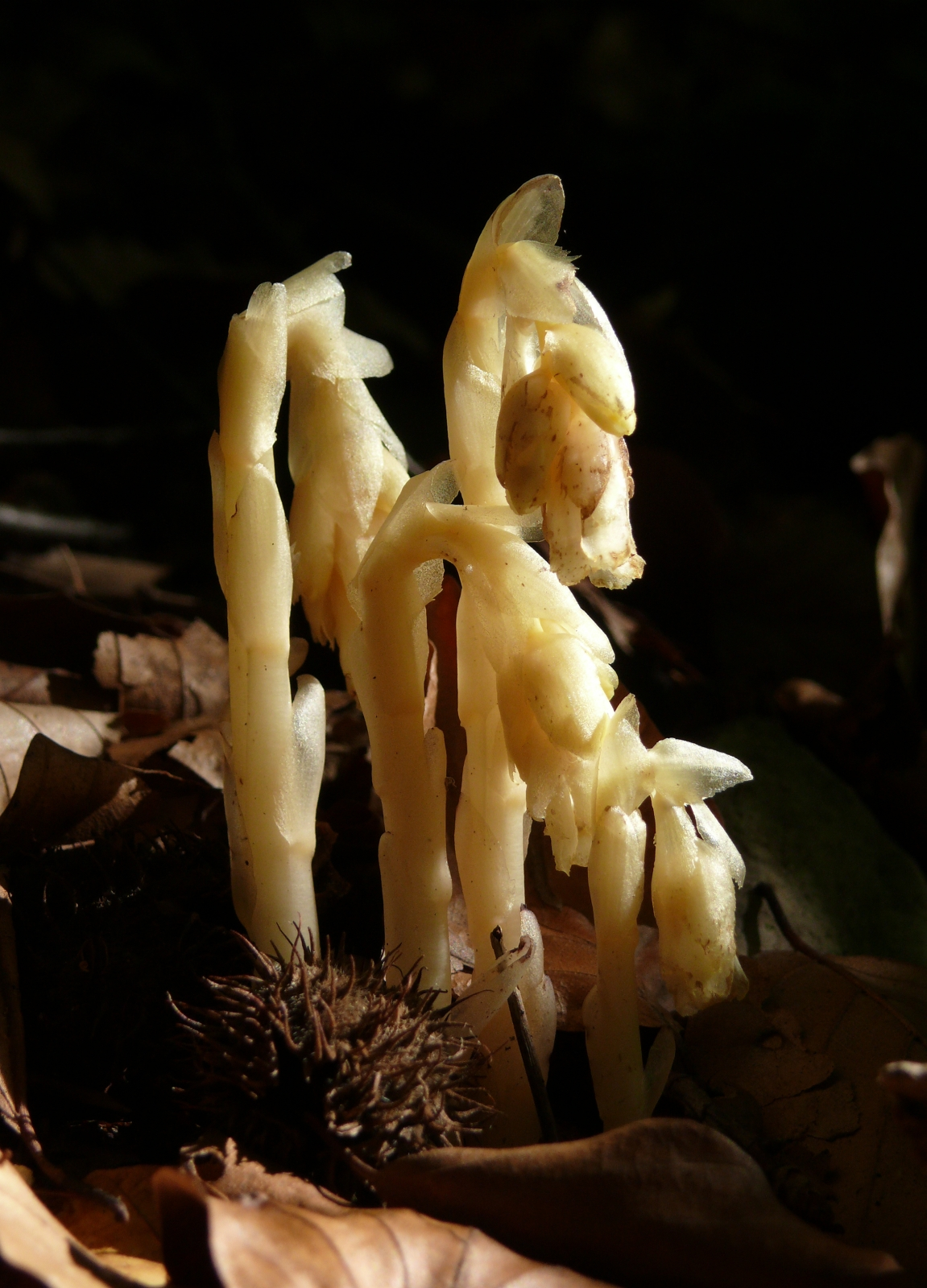
Monotrope sucepin, mycohétérotrophe obligatoire connu pour parasiter les champignons du genre Tricholoma

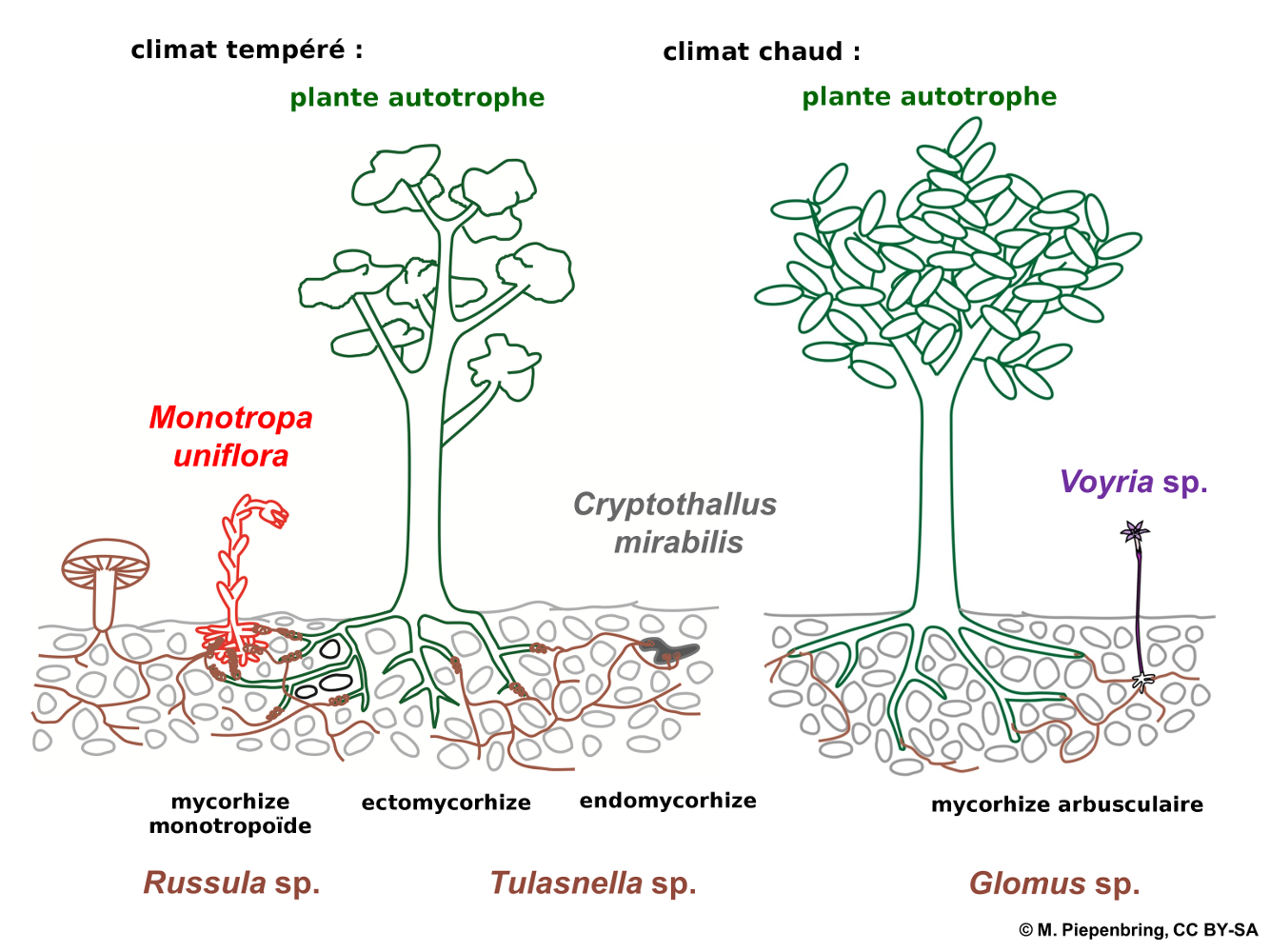
Le mycohétérotrophe se nourrit grâce à une connexion à l'association mycorhizienne entre les arbres et les champignons alentour ; le champignon, va acquérir du sucre et du carbone d'un partenaire chlorophyllien en échange d'eau et de sels minéraux via les mycorhizes. Le mycohétérotrophe va exploiter le carbone du champignon sans réciprocité.

La mycohétérotrophie est une relation symbiotique parasitaire qui s'établit entre certains types de plantes non chlorophylliennes, des champignons et des arbres voisins, dans laquelle la plante obtient tout ou partie de ses nutriments en établissant un réseau mycorhizien avec le champignon plutôt que par la photosynthèse. Dans cette relation, le mycohétérotrophe est la plante qui établit la symbiose avec son partenaire et il se caractérise par son obligation d'obtenir du carbone à partir de champignons.

## Définition
Le mycohétérotrophe ne peut exercer la photosynthèse (capacité photosynthétique nulle ou réduite) en raison de l'absence de chlorophylle et de sa vie dans des conditions de faible luminosité. Ces plantes hétérotrophes vont puiser le carbone grâce au complexe ectomycorhizien formé par l'association entre des champignons et des arbres voisins. La mycohétérotrophie est parfois considérée comme une relation de parasitisme et les mycohétérotrophes sont parfois désignés de façon informelle comme des « exploiteurs de mycorhizes ». Cette relation est parfois appelée « mycotrophie », bien que ce terme soit aussi utilisé pour des plantes engagées dans une relation de mutualisme avec les mycorhizes. Les termes d’« épi-parasites » ou de plantes « tricheuses » sont aussi parfois employés pour désigner ces organismes. Les « exploiteurs de mycorhizes » obtiennent a priori un bénéfice sans réciprocité mais il est possible qu'ils produisent de la vitamine B, ou qu'ils aient un effet protecteur sur les champignons,. 
Il est à noter d'autres plantes qui ne font pas de photosynthèse et qui sont également des achlorophylles, comme les espèces des genres Cuscuta ou Orobanche, ne sont pas mycohétérotrophes puisqu'il s'agit de plantes qui parasitent directement le tissu vasculaire d'autres plantes sans passer par le mycélium.

## Physiologie
Dans la mycohétérotrophie, l'interface entre la plante et ses partenaires fongiques se situe entre les racines de la plante et le mycélium du champignon. Ces interfaces correspondent à des mycorhizes de types différents selon les lignées évolutives.

### Mycorhizes monotropoïdes

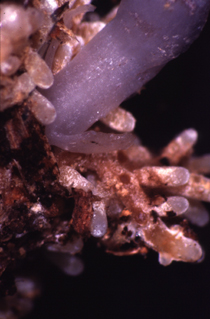
Racines mycorhizées de Monotropa uniflora

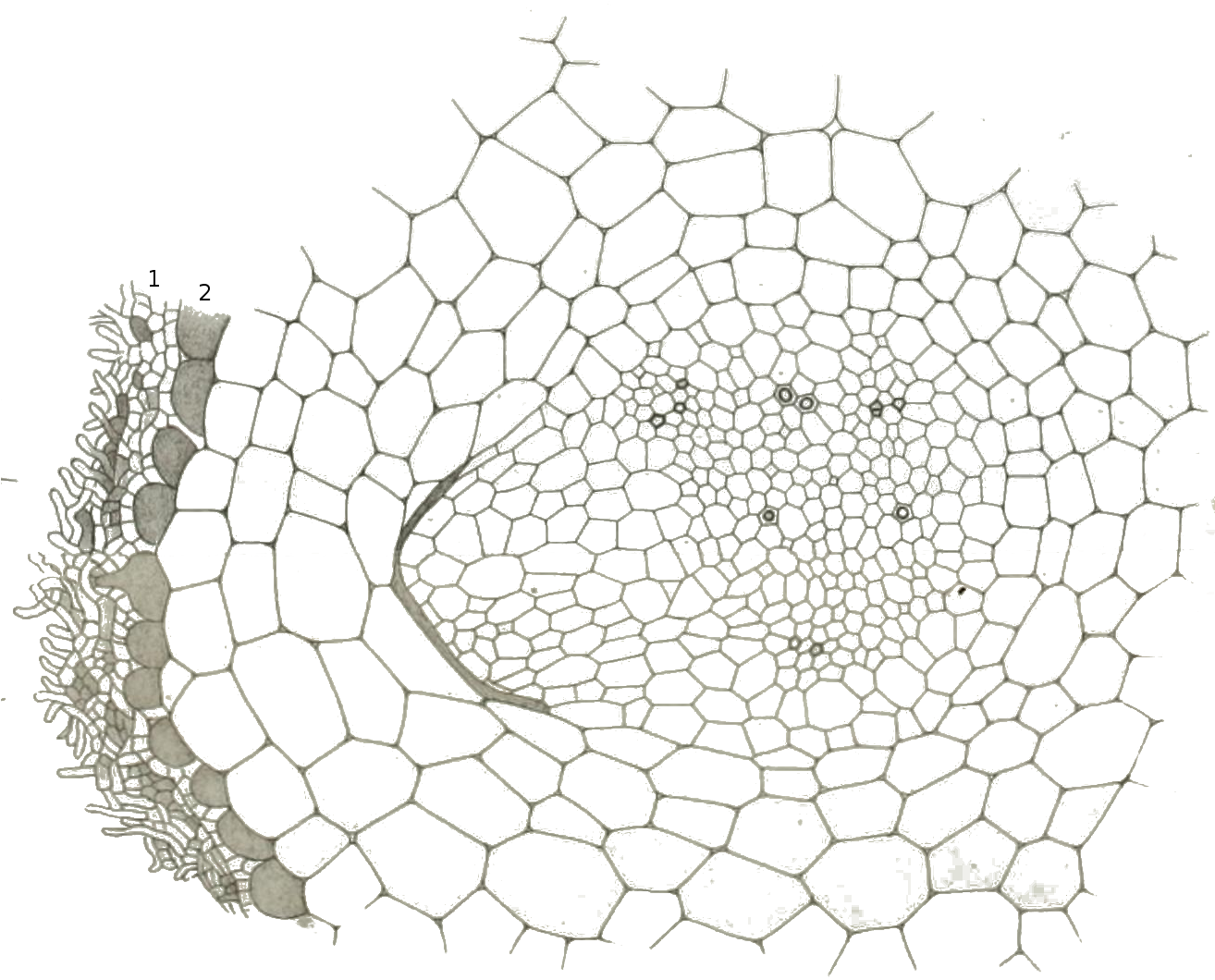
Mycorhizes monotropoïdes sur une racine de Monotrope sucepin. Légende : 1. mycélium enveloppant la racine ; 2. épiderme de la radicelle dans lequel le mycélium fait des incursions

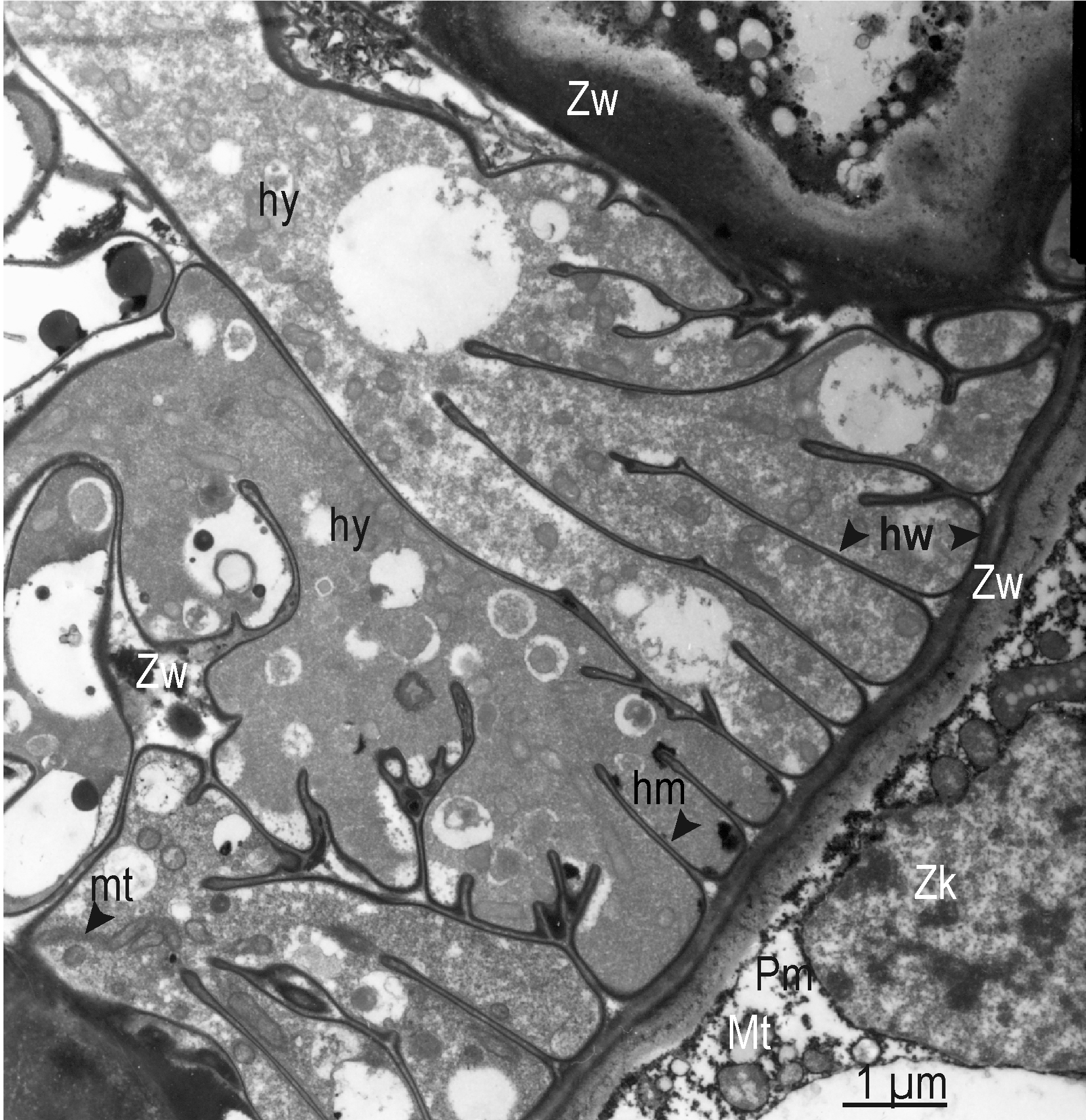
Mycorhize monotropoïde, Légende : hy, hyphe en forme de doigts ; Zw, paroi cellulaire entre la mycorhize et la racine

Certains représentants des Monotropoideae, dont le Monotrope sucepin, sont en symbiose avec le mycélium par l'intermédiaire de mycorhizes particulières nommées monotropoïdes. Comme chez les ectomycorhizes, les ectendomycorhizes et les mycorhizes arbutoïdes, leurs extrémités racinaires, bien que plus épaisses, sont également recouvertes d'un manteau fongique. Mais pas de réseau de Hartig, les hyphes ne s'insinuent que superficiellement au sein du tissu. Par contre, et c'est là la particularité de ces mycorhizes, des protubérances en forme de doigts s'enfoncent dans le parenchyme cortical sans se ramifier, s'enrouler ou pénétrer les parois des cellules. Ces doigts, qui assurent le flux de nourriture carbonée, sont déterminants pour la floraison de la plante et deviennent inutiles lors de la fructification. Les champignons concernés sont des Basidiomycètes et il semble que chaque symbiose soit plutôt spécifique ; le Monotrope sucepin, n'étant par exemple, uniquement compatible qu'avec certains Tricholomes, quand le Monotrope uniflore, ne l'est qu'avec des Russules.

### Mycorhizes orchidoïdes

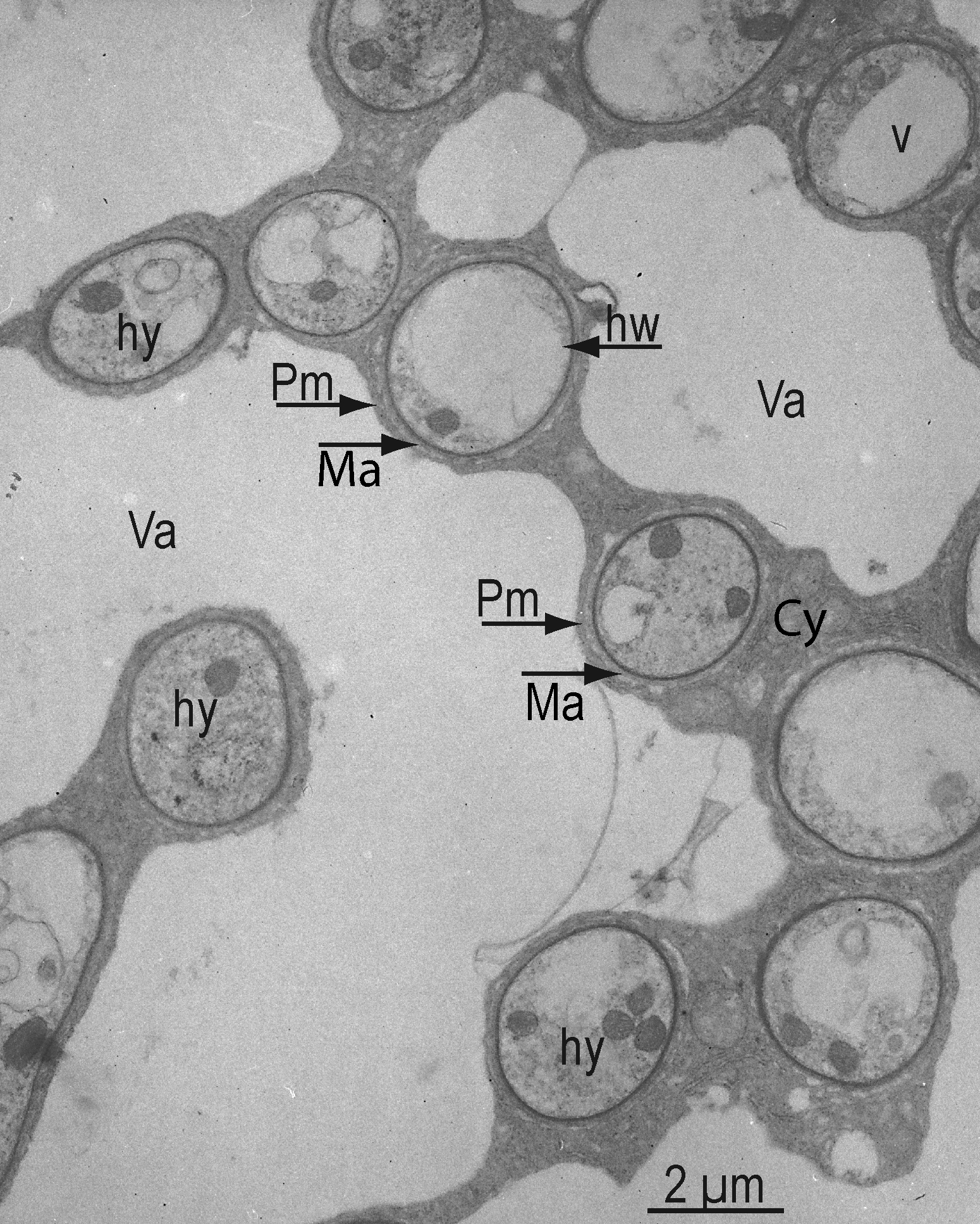
Mycorhizes orchidoïdes. Légende : Pm Membrane plasmique ; hy hyphe constitué en peloton.

Ces structures, qui ne concernent que les Orchidaceae, sont typiquement endomycorhiziennes ; les mycorhizes de champignons Rhizoctonia pénètrent à l'intérieur des cellules de la racine pour y former des nœuds appelés « pelotons ». Dans le cas où il s'agit d'une orchidée mycohétérotrophe de zone tempérée, elle est symbiotique avec un autre champignon ectomychorizien lui même en symbiose avec les arbres voisins. Il s'agit d'Inocybes, de Russules, de Cortinaires, de Théléphores et de Tomentelles. En zone tropicale, les orchidées tirent leur carbone uniquement depuis des champignons saprotrophes. Il s'agit de Mycènes, de Coprins, de Marasmes, de Tramètes et de Lycoperdons.

### Mycorhizes arbutoïdes
Ces structures se rencontrent chez les Arbutus et les Arctostaphylos (Ericaeae) et l'ensemble des Pyroloideae, dont les Pyrola et Orthilia. Ce sont des ectomycorhizes au manteau assez fin composées d'un réseau de Hartig, mais contrairement aux structures classiques, elles perforent les cellules racinaires et s'y développent jusqu'à former un amas dense de mycélium, lieu d'échanges métaboliques très intenses. Les espèces de champignons associés sont des Basidiomycètes, eux-mêmes associés à des arbres chlorophylliens. Il s'agit des genres Tricholoma, Hebeloma, Laccaria, Lactarius, Poria, Rhizopogon, Pisolithus, Thelephora et Piloderma.

## Stratégies écologiques
La mycohétérotrophie est envisagée comme une adaptation à des conditions de faible luminosité, lorsque la photosynthèse ne peut suffire aux besoins métaboliques de la plante. Le carbone apporté par le champignon compense l’ombre, et permet aux plantes de s’épanouir sous une canopée très fermée. Elle est l'expression extrême d'un mécanisme présent chez bien d'autres plantes vertes, la capacité à exploiter les réseaux mycorhiziens, c'est-à-dire une symbiose entre partenaires multiples

### Une stratégie mixte précurseure
Certaines plantes sont partiellement mycohétérotrophes et phototrophes, une stratégie mixte appelée mixotrophie. La nutrition carbonée est assurée par la mycohétérotrophie au début de la croissance de la plante et est essentielle pour la survie du rhizome. Puis, lorsqu'elle a développé ses feuilles, elle est assurée principalement par la phototrophie, notamment durant sa floraison et sa fructification. Il existe chez l'Orchidée Epipactis purpurata des individus aux feuilles vertes et d'autres, tout aussi viable, aux feuilles rouges, montrant ainsi le côté facultatif de la stratégie mycohétérotrophe chez cette espèce. De plus, certaines Pyroles sont mycohétérotrophie, quand bien même sont-elles également capable de photosynthèse.
L'analyse des distributions phylogénétiques suggère que la mixotrophie a souvent précédé, et donc prédisposé à l'évolution de la mycohétérotrophie.

### Une aide à la germination
De nombreuses espèces mycohétérotrophe ont une stratégie de dissémination similaire. Leurs graines très nombreuses et minuscules se dispersent par le vent, parfois aussi facilement que du pollen. Le revers de cette faculté est l'extrême pauvreté de l'embryon. Incapable de développer un tissu racinaire, la graine se doit de rencontrer immédiatement les mycorhizes d'un champignon afin de s'alimenter lors de sa germination. C'est notamment le cas de l'ensemble des Orchidaceae où les mychorizes s'insinuent profondément au sein des cellules pour former le protocorme. Chez les Monotropideae, il s'agit d'un manchon qui entoure le jeune germe. Ensuite, la racine commence à pousser et à se ramifier, la croissance s'effectuant de manière purement souterraine, et ce, sur un temps relativement long, souvent plus de deux années. Chez les Orchidées, cette étape passée, nombreuses sont celles qui abandonnent leur symbiose mycorhyzienne ou la conserve partiellement. Le cas des Pyroles est plus complexe, car elles changent de symbiote en cours de route : des Sebacinales saprotrophes les aidant dans leur parcours germinatif sont remplacés par des Basidiomycètes ectomycorhiziens les aidant lors de la floraison. Les familles concernées par cette stratégie germinative sont essentiellement les Burmanniaceae, Corsiaceae, Orchidaceae, Petrosaviaceae, Triuridaceae, Ericaceae, Gentianaceae, Polygalaceae et Orobanchaceae.

### Une stratégie temporaire
Le Chêne sessile et le Chêne pédonculé, au débourage tardif, commencent pourtant à produire du bois avant leur feuillaison ; et ce, malgré des réserves appauvries par l'hiver. Une hypothèse forte serait que durant les premières semaines du printemps, les arbres recevraient du carbone de la part de leurs symbiote ectomycorhiziens, le flux habituel étant alors inversé,.

## Historique
En 1820, la nutrition d'une plante non chlorophyllienne a suscité de vives controverses. Au début des années 1840, lors de débats acharnés, on remarqua de fins filaments reliant les racines du Monotrope sucepin à celles des résineux. Sans trop y accorder d'importance, l'Anglais Thomas Ryland montra qu'il s'agissait de simples filaments de champignons colonisant la racine, n'ayant aucun rôle essentiel selon lui. Toutefois, il pouvait s'agir d'un appareil parasitaire.
En 1881, Franz Kamienski,  suggéra que ces champignons pourraient nourrir le Monotrope sucepin à partir des arbres dont ils colonisent aussi les racines. Enfin, en 1960, le Suédois Erik Björkman démontra cette hypothèse en injectant des sucres marqués à l'aide d'un isotope radioactif dans la sève de résineux voisins : il observa un transfert de radioactivité vers le Monotrope, mais non vers les autres plantes voisines. Il montra aussi que le Monotrope dépérit lorsqu'on coupe les filaments de champignon qui le relient aux arbres. Aujourd'hui, cette interaction décrite sous le nom de mycorhize par un autre Allemand, Albert Franck, en 1885, est très fréquente. Les filaments d'un champignon du sol colonisent les tissus superficiels de la racine chez plus de 80 pour cent des plantes, formant un organe mixte : la mycorhize.
Le Monotrope possède donc deux particularités : c'est l'une des premières plantes où les mycorhizes ont été observées, mais il inverse la relation habituelle avec le champignon. En effet, dans les mycorhizes des plantes vertes, le champignon reçoit des sucres de la plante, tandis que celle-ci reçoit de l'eau et des sels minéraux du champignon. En revanche, le Monotrope se nourrit intégralement du champignon.

## Espèces concernées et leur répartition
En 2012, 810 espèces de plantes mycohétérotrophes sont recensées, notamment chez les burmanniacées, les orchidacées, les éricacées et les gentianacées. Ce phénomène est apparu plus de cinquante fois au cours de la diversification des plantes terrestres, marquant ainsi une tendance évolutive forte qui a conduit plusieurs groupes de plantes de sous-bois, pourtant éloignés en parenté, à converger vers cette stratégie qui serait une réponse à la compétition intense pour l'accès à la lumière dans les habitats forestiers.
Les plantes mycohétérotrophes se trouvent dans tous les biomes forestiers du monde et montrent une préférence prononcée pour les forêts primaires humides à canopée fermée. Leur diversité atteint leur apogée dans les régions tropicales et particulièrement en Asie du Sud-Est. De nombreuses espèces ont une distribution étendue qui couvre plusieurs continents alors que d'autres sont d'une extrême rareté et d'un fort endémisme local, ceci principalement en raison d'une spécificité élevée des lignées de champignons. La destruction continue de leurs habitats et l'augmentation des températures mondiales menacent de nombreuses espèces d'extinction, et quelques espèces pourraient déjà avoir disparu. La protection de leurs habitats est la meilleure et actuellement la seule façon de conserver efficacement ces plantes.
En Europe, seulement huit espèces mycohétérotrophes ont été recensées : Monotropa hypopitys, et six espèces d'Orchidées : Neottia nidus-avis, Limodorum abortivum, L. rubriflorum, L. trabutianum, Corallorhiza trifida , et Epipogium aphyllum auxquelles se rajoute l'hépatique Aneura mirabilis .